# May-Britt Moserová
May-Britt Moserová (* 4. ledna 1963 Fosnavåg) je norská neurovědkyně a psycholožka, zakládající ředitelka Kavliho institutu pro systémovou neurovědu a Centra pro biologii paměti na Norské univerzitě vědy a technologie (NTNU) v Trondheimu.
Spolu s manželem Edvardem Moserem se stala průkopnicí ve výzkumu mozkových mechanismů zodpovědných za určování polohy a orientaci v prostoru. V roce 1996 byli oba na NTNU jmenováni docenty v oborech psychologie a neurověda, méně než jeden rok od obhájení disertační práce a zisku titulu Ph.D.
Roku 2002 založili Centrum pro biologii paměti, které se o pět později stalo součástí nově vzniklého Kavliho institutu. Roku 2014 manželé Moserovi obdrželi Nobelovu cenu za fyziologii a lékařství za objev mřížkových neuronů (grid cells). Rozdělili si tak poloviční podíl, když druhá půlka připadla americkému neurovědci Johnu O'Keefovi. Všichni laureáti významně přispěli k pochopení systémů, které jsou v mozku zodpovědné za určování polohy.

## Vzdělání a kariéra
V roce 1990 absolvovala psychologii na univerzitě v Oslu. Na stejné vysoké škole pokračovala v postgraduálním studiu neurofyziologie, které zakončila roku 1995 obhajobou práce Strukturální korelace prostorového učení v hippokampu dospělých potkanů (Ph.D.), pod dohledem školitele profesora Pera Andersena.
Mezi lety 1994–1996 strávila postdoktorální pobyt s Richardem Morrisem v Centru neurověd edinburské univerzity. Následně se stala hostující postdoktorální asistentkou v laboratoři Johna O'Keefea na londýnské University College.
V roce 1996 se vrátila do Norska, kde byla na Norské univerzitě vědy a technologie (NTNU) v Trondheimu jmenována docentkou pro obor biologická psychologie. Roku 2000 se stala řádnou profesorkou v neurovědách na téže univerzitě. V roce 2002 byla zakládající spoluředitelkou Centra pro biologii paměti při NTNU a o pět let později vznikl Kavliho institut pro systémovou neurovědu. Vědeckým cílem Kavliho institutu je příspěvek k porozumění neuronálních okruhů a systémů. Tým se zaměřuje na prostorovou reprezentaci a paměť. V roce 2014 s manželem Edvardem Moserem obdržela Nobelovu cenu za fyziologii a lékařství, když objevili mřížkové neurony (česky také mřížové neurony či buňky trojúhelníkovitých mřížových vzorů, angl. grid cells), v mozku odpovědné za určování polohy, a mající vztah k orientaci v prostoru. Rozdělili si tak poloviční podíl, když druhá půlka připadla americkému neurovědci a spolulaureátovi Johnu O'Keefovi.
Řadí se ke členům Královské norské společnosti věd a písemnictví, Norské akademie věd a písemnictví a Norské akademie technologických věd.

## Ocenění
Všechny ceny obdržela společně s Edvardem Moserem.

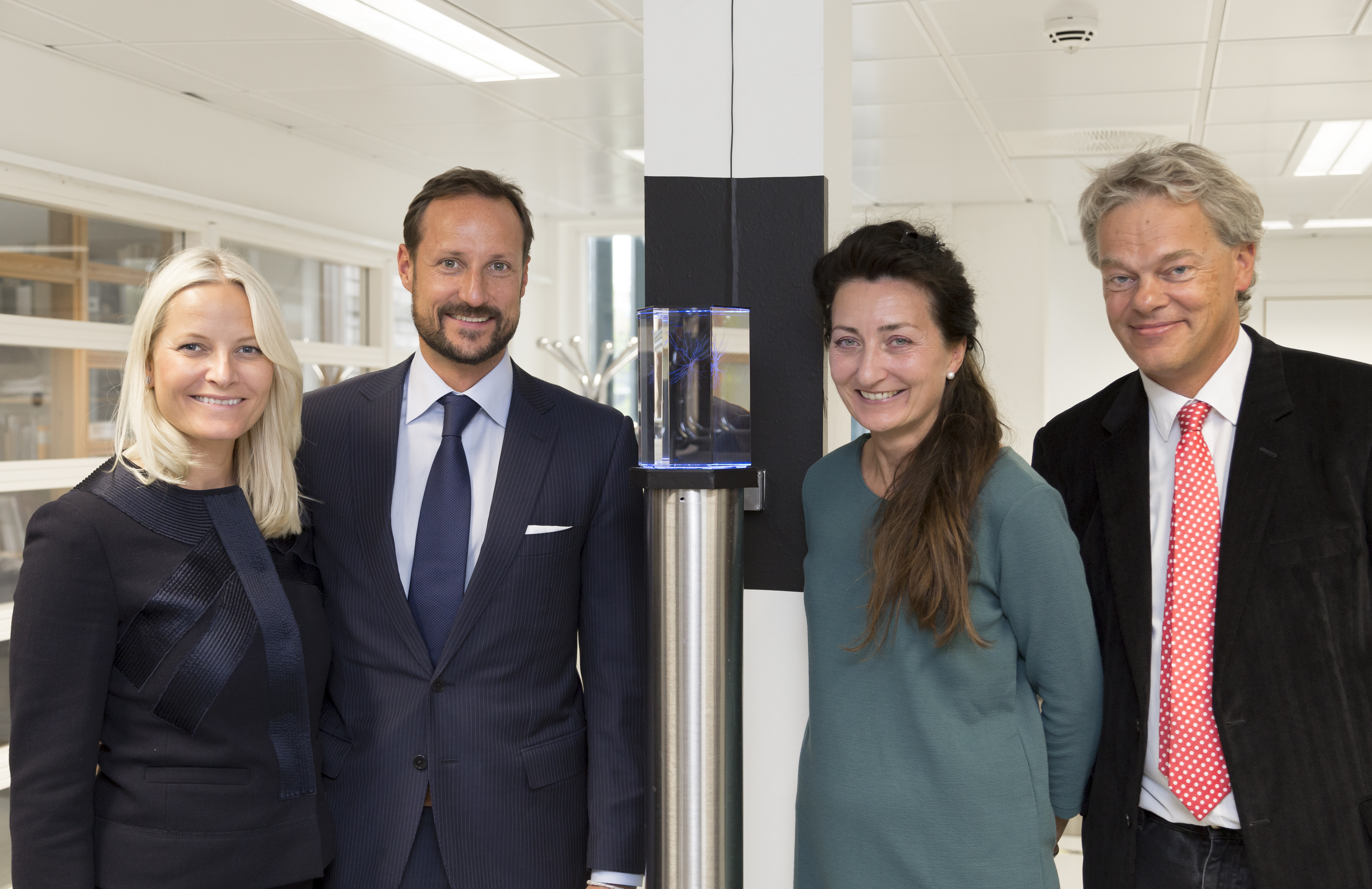
V Kavliho institutu s manželem Edvardem Moserem (první zprava) a norským korunním princem Haakonem a jeho manželkou, korunní pinceznou Mette-Marit Norskou (vlevo)

- 1999: Cena pro mladé vědce, Královská norská společnost věd a písemnictví
- 2005: Cena W. Aldena Spencera; 28. ročník, Columbia University
- 2006: Cena Betty a Davida Koetserových za výzkum mozku; 14. ročník, Curyšská univerzita
- 2006: Prix „Liliane Bettencourt pour les Sciences du Vivant“; 10. ročník, 2006, Bettencourtova nadace, Paříž
- 2008: Velká skandinávská cena Erica K. Fernströma; Fernströmova nadace, 30. ročník, Lundská univerzita
- 2011: Cena Louise Jeanteta za medicínu, nadace Louise Jeanteta, Švýcarsko
- 2011: Cena Anderse Jahreho za lékařský výzkum[10]
- 2012: Perl-UNC Neuroscience Prize; 13. ročník[11]
- 2013: Cena Louisy Grossové Horwitzové (s Johnem O'Keefem) [12]
- 2014: Cena Karla Spencera Lashleyho[13]
- 2014: Körberova evropská vědecká cena; Körberova nadace, Hamburk
- 2014: Nobelova cena za fyziologii nebo lékařství (s Johnem O'Keefem)[6]

## Výběr publikační činnosti
- Brun, V.H., Otnæss, M.K., Molden, S., Steffenach, H.-A., Witter, M.P., Moser, M.-B., Moser, E.I. (2002). Place cells and place representation maintained by direct entorhinal-hippocampal circuitry. Science, 296, 2089-2284.
- Fyhn, M., Molden, S., Witter, M.P., Moser, E.I. and Moser, M.-B. (2004). Spatial representation in the entorhinal cortex. Science, 305, 1258-1264.
- Leutgeb, S., Leutgeb, J.K., Treves, A., Moser, M.-B. and Moser, E.I. (2004). Distinct ensemble codes in hippocampal areas CA3 and CA1. Science, 305, 1295-1298.
- Leutgeb, S., Leutgeb, J.K., Barnes, C.A., Moser, E.I., McNaughton, B.L., and Moser, M.-B (2005). Independent codes for spatial and episodic memory in the hippocampus. Science, 309, 619-623.
- Hafting, T., Fyhn, M., Molden, S., Moser, M.-B., and Moser, E.I. (2005). Microstructure of a spatial map in the entorhinal cortex. Nature, 436, 801-806.